# John Green (író)

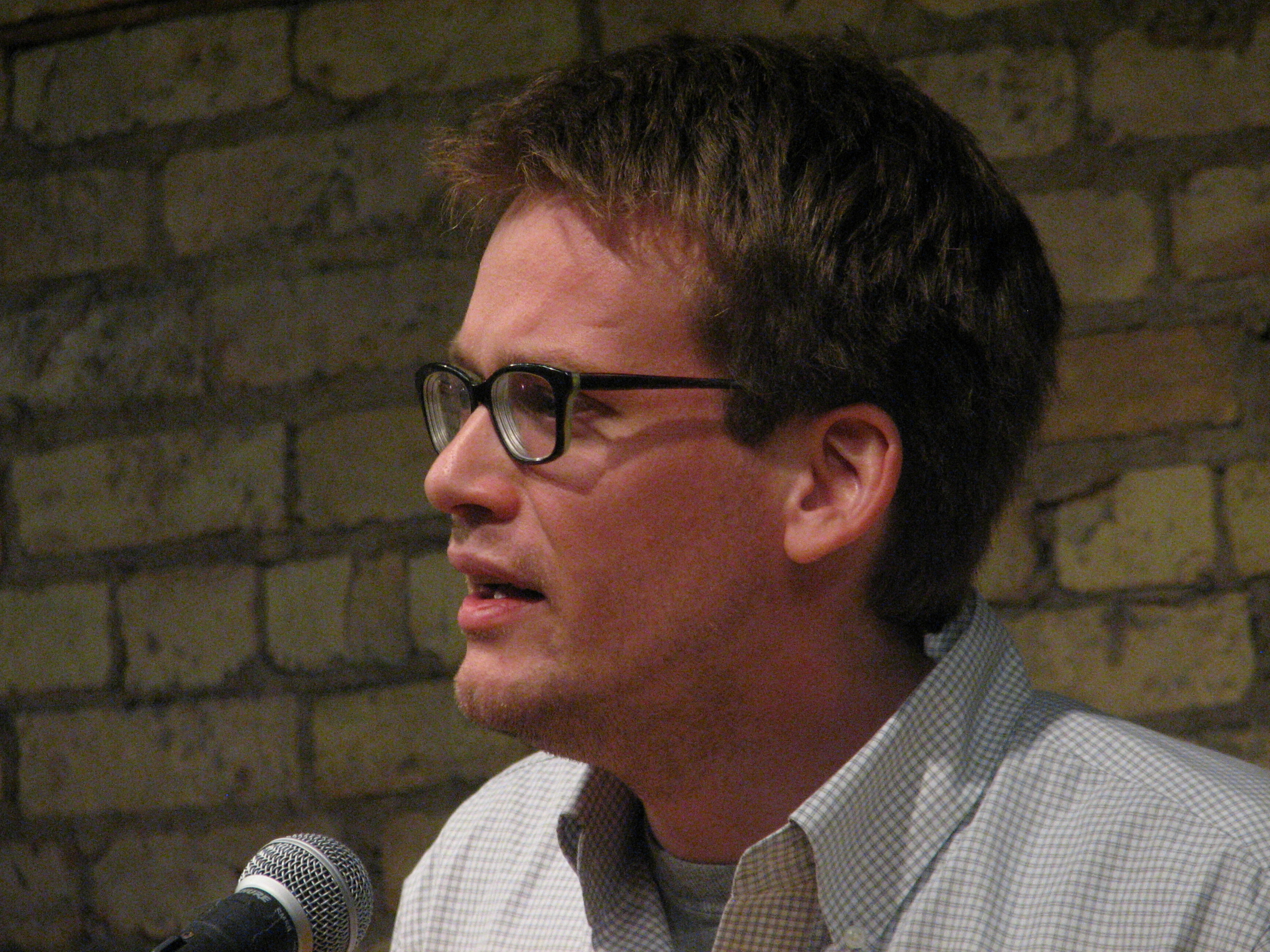
Green a Kortárs Irodalmi Központban, Minneapolis, 2008

John Michael Green (Indianapolis, Indiana, 1977. augusztus 24. –) amerikai író, YouTube videóblogger, pedagógus, aki fiataloknak és felnőtteknek egyaránt ír fikciókat.
2006-ban Alaska nyomában című első könyvével megnyerte a Printz-díjat. 2012 januárjában a hatodikként megjelent könyve, a Csillagainkban a hiba a New York Times magazin listája szerint a legeladottabb volt, 2014-es filmadaptációja elsőként kezdett a jegyirodákban. Green szerepelt a Time magazin által összeállított „A világ 100 legbefolyásosabb embere” listán. Egy másik film, a 2015. július 24-én megjelent Papírvárosok az azonos című 2008-as könyvére épült.
Amellett, hogy író, John Green ismert a YouTube-vállalkozásáról is. 2007-ben öccsével, Hank Greennel ő indította el a #VlogBrothers kihívást. Akkortól kezdve John és Hank eseményeket indított el, mint például a Project for Awesome és VidCon.

## Magyarul megjelent művei
- Katherine a köbön, avagy A szerelem képlete; ford. Rindó Klára, Szabados Tamás; Gabo, Bp., 2011
- Alaska nyomában; ford. Rindó Klára, Szabados Tamás; Gabo, Bp., 2011
- Csillagainkban a hiba; ford. Bihari György; Gabo, Bp., 2013
- A pomponisztikus karácsonyi csoda; in: Hull a hó. Három karácsonyi történet; ford. Gázsity Mila; Gabo, Bp., 2015
- Papírvárosok; ford. Gázsity Mila; Gabo, Bp., 2015
- John Green–David Levithan: Will & Will. Egy név, két sors; ford. Komáromy Zsófia; Maxim, Szeged, 2015 (Dream válogatás)
- Doreen Virtue–Marty Noble–John Green: Angyalterápia. Meditatív színező felnőtteknek; Édesvíz, Bp., 2016
- Teknősök végtelen sora; ford. Szabó Luca; Gabo, Bp., 2018
- John Green–Maureen Johnson–Lauren Myracle: Let it snow. Hull a hó; ford. Gázsity Mila; Gabo, Bp., 2019

## Fordítás
- Ez a szócikk részben vagy egészben  a   John Green (author) című angol Wikipédia-szócikk ezen változatának fordításán alapul.  Az eredeti cikk szerkesztőit annak laptörténete sorolja fel. Ez a jelzés csupán a megfogalmazás eredetét és a szerzői jogokat jelzi, nem szolgál a cikkben szereplő információk forrásmegjelöléseként.